# تكنولوجيا الشحن السريع
من التقنيات التي ظهرت مؤخرا تقنية الشحن السريع، وفكرتها شحن البطاريات في أسرع وقت ممكن، دون التأثير على جودة والعمر الافتراضي للبطاريات، وتستخدم هذه التقنية بشكل كبير في الهواتف الذكية. وإذا كانت الحاجة أم الاختراع، فإننا اليوم نحتاج إلى قضاء الكثير من الأغراض في وقت سريع، لذلك دعت الضرورة إلى إيجاد حل مناسب لشحن بطاريات هواتفنا في أسرع وقت.

### تعريف تقنية السريع
يمكنك تعريف تقنية الشحن السريع بأنها "بديل آمن لطريقة الشحن التقليدية، بحيث يتم شحن البطارية في وقت قصير دون إلحاق أي ضرر بالبطارية".
ظهرت هذه التقنية مع بطاريات الليثوم التي اخترعها رشيد اليزمي، كما أنه عمل فيما بعد على تطوير هذه التقنية وسجل براءات اختراع لشحن البطاريات.

### أنواع الشحن السريع
هناك أنواع من تقنيات الشحن السريع :
- Qualcomm Quick Charge: تستخدم هذه التقنية في العديد من الهواتف، وتعتدم على شحن 50% من البطارية في مدة لا تتجاوز 30 دقيق، وبعد وصول البطارية للنصف تنخفض سرعة الشحن من أجل تجنب الضغط الزائد على البطارية، ولذلك إذا كنت تستخدم الهاتف أثناء الشحن بهذه التقنية تنخفض سرعة شحنه من أجل تجنب إتلاف البطارية بالحرارة المرتفعة.
- USB Power Delivery: تقنية الشحن فائق السرعة، وتعرف هذه التقنية اختصارا باسم: USB-PD. تستخدم منفذ USB-C لنقل طاقة أكبر للبطارية. وتتميز هذه التقنية بعدم ارتفاع درجة حرارة البطارية بشكل كبير، لأن منفذ USB-C يقوم بنقل طاقة كهربائية أكبر دون إتلافه، ويصل الشحن السريع إلى 100 وات، مما يتيح استخدامها في بطارايت الهواتف والحواسب وبعض الأجهزة الالكترونية الاخرى كذلك.

هناك تقنيات شحن سريع أخرى خاصة بشركات معينة، مثل:
- تقنية Super Charge الذي تستخدم شركة Huawe وبعض هواتف شركة Samsun.
- تقنية Dash و Wrap Cahrge: تستخدمة لأجهزة ون بلس OnePlus.
- تقنية VOOC وال Super VOOC : يتم استخدامه من طرف شكرة Oppo وغيرها.

### الأمان في تقنية الشحن السريع
قبل اعتماد الشحن السريع في الأجهزة الالكترونية تقوم الشركات بإجراء العديد من الاختبارات قصد التأكد من الأمان، واجتناب الآثار السلبية على البطارية، والحصول على أسرع شحن مع أطول عمر للبطارية.

### تقنية الشحن السريع والمستقبل
انطلاقا من الواقع فإن المستقبل يشير إلى أن هذه التقنية ستعرف تطورا كبيرا، حتى إننا اليوم أمام تطور رهيب يتيح شحن البطارية في 10 دقائق منذ سنة 2021، وهناك أيضا بطاريات شحن خارجي تتيح تقنية الشحن السريع